# پیل‌ماهی دم‌پارویی
پیل‌ماهی دم‌پارویی (نام علمی: Boulengeromyrus knoepffleri) نام یک گونه از تیره پیل‌ماهیان است.